# Ukrainische Snooker-Meisterschaft 2023
Die ukrainische Snooker-Meisterschaft 2023 war ein Snookerturnier, das vom 28. bis 31. Oktober 2023 stattfand. Austragungsort der Herren war der BK Lider in der ukrainischen Hauptstadt Kiew, die Damen spielten im BK Beatok in Kropywnyzkyj.
Ukrainische Meisterin wurde Wira Lycholat, die im Finale die Titelverteidigerin Lilija Zarusch mit 3:1 besiegte. Den dritten Platz belegten Daryna Schaschyna und Daryna Djatschenko.
Bei den Herren setzte sich Tang Li im Endspiel gegen den Vorjahresfinalisten Matwij Lahodsynskyj mit 5:3 durch. Den dritten Platz belegten Petro Sydorenko und Titelverteidiger Wladyslaw Wyschnewskyj, der im Halbfinale gegen Lahodsynskyj verlor.

## Herrenturnier

### Modus
Die 26 Teilnehmer wurden in sieben Gruppen eingeteilt, in denen sie im Round-Robin-Modus gegeneinander antreten. Die zwei Bestplatzierten jeder Gruppe und die zwei besten Gruppendritten qualifizierten sich für die Finalrunde, in der das Turnier im K.-o.-System fortgesetzt wurde.

### Vorrunde

#### Gruppe A
| Platz | Spieler                | G | V | Frames |
| ----- | ---------------------- | - | - | ------ |
| 1     | Wladyslaw Wyschnewskyj | 2 | 0 | 6:0    |
| 2     | Andrij Schulha         | 1 | 1 | 3:4    |
| 3     | Anatolij Menjuk        | 0 | 2 | 1:6    |

| Spiel | Spieler 1              | Ergebnis | Spieler 2       |
| ----- | ---------------------- | -------- | --------------- |
| 1     | Wladyslaw Wyschnewskyj | 03:03    | Anatolij Menjuk |
| 2     | Wladyslaw Wyschnewskyj | 03:03    | Andrij Schulha  |
| 3     | Andrij Schulha         | 13:13    | Anatolij Menjuk |

#### Gruppe B
| Platz | Spieler             | G | V | Frames |
| ----- | ------------------- | - | - | ------ |
| 1     | Matwij Lahodsynskyj | 2 | 0 | 6:1    |
| 2     | Mychajlo Larkow     | 1 | 1 | 4:3    |
| 3     | Stepan Petrus       | 0 | 2 | 0:6    |

| Spiel | Spieler 1           | Ergebnis | Spieler 2       |
| ----- | ------------------- | -------- | --------------- |
| 1     | Matwij Lahodsynskyj | 13:13    | Mychajlo Larkow |
| 2     | Matwij Lahodsynskyj | 03:03    | Stepan Petrus   |
| 3     | Stepan Petrus       | 30:30    | Mychajlo Larkow |

#### Gruppe C
| Platz | Spieler             | G | V | Frames |
| ----- | ------------------- | - | - | ------ |
| 1     | Petro Sydorenko     | 3 | 0 | 9:0    |
| 2     | Witalij Jazenko     | 1 | 2 | 5:7    |
| 3     | Oleksandr Chomytsch | 1 | 2 | 4:6    |
| 4     | Denys Luhowyj       | 1 | 2 | 3:8    |

| Spiel | Spieler 1           | Ergebnis | Spieler 2           |
| ----- | ------------------- | -------- | ------------------- |
| 1     | Petro Sydorenko     | 03:03    | Witalij Jazenko     |
| 2     | Oleksandr Chomytsch | 03:03    | Denys Luhowyj       |
| 3     | Petro Sydorenko     | 03:03    | Denys Luhowyj       |
| 4     | Witalij Jazenko     | 13:13    | Oleksandr Chomytsch |
| 5     | Petro Sydorenko     | 03:03    | Oleksandr Chomytsch |
| 6     | Denys Luhowyj       | 23:23    | Witalij Jazenko     |

#### Gruppe D
| Platz | Spieler           | G | V | Frames |
| ----- | ----------------- | - | - | ------ |
| 1     | Denys Chmelewskyj | 3 | 0 | 9:0    |
| 2     | Artem Surschykow  | 2 | 1 | 6:3    |
| 3     | Dmytro Pachota    | 1 | 2 | 3:7    |
| 4     | Dmytro Dobje      | 0 | 3 | 1:9    |

| Spiel | Spieler 1         | Ergebnis | Spieler 2        |
| ----- | ----------------- | -------- | ---------------- |
| 1     | Denys Chmelewskyj | 03:03    | Artem Surschykow |
| 2     | Dmytro Pachota    | 13:13    | Dmytro Dobje     |
| 3     | Denys Chmelewskyj | 03:03    | Dmytro Dobje     |
| 4     | Artem Surschykow  | 03:03    | Dmytro Pachota   |
| 5     | Denys Chmelewskyj | 03:03    | Dmytro Pachota   |
| 6     | Dmytro Dobje      | 30:30    | Artem Surschykow |

#### Gruppe E
| Platz | Spieler            | G | V | Frames |
| ----- | ------------------ | - | - | ------ |
| 1     | Tang Li            | 3 | 0 | 9:1    |
| 2     | Jurij Semko        | 2 | 1 | 7:3    |
| 3     | Jehor Donin        | 1 | 2 | 3:6    |
| 4     | Jaroslaw Walujskyj | 0 | 3 | 0:9    |

| Spiel | Spieler 1          | Ergebnis | Spieler 2          |
| ----- | ------------------ | -------- | ------------------ |
| 1     | Jurij Semko        | 31:31    | Tang Li            |
| 2     | Jaroslaw Walujskyj | 30:30    | Jehor Donin        |
| 3     | Jurij Semko        | 03:03    | Jehor Donin        |
| 4     | Tang Li            | 03:03    | Jaroslaw Walujskyj |
| 5     | Jurij Semko        | 03:03    | Jaroslaw Walujskyj |
| 6     | Jehor Donin        | 30:30    | Tang Li            |

#### Gruppe F
| Platz | Spieler              | G | V | Frames |
| ----- | -------------------- | - | - | ------ |
| 1     | Serhij Petrasch      | 3 | 0 | 9:2    |
| 2     | Oleksandr Kassjanow  | 2 | 1 | 7:4    |
| 3     | Dmytro Ossypenko     | 1 | 2 | 5:6    |
| 4     | Wladyslaw Boryssenko | 0 | 3 | 0:9    |

| Spiel | Spieler 1            | Ergebnis | Spieler 2            |
| ----- | -------------------- | -------- | -------------------- |
| 1     | Dmytro Ossypenko     | 31:31    | Oleksandr Kassjanow  |
| 2     | Serhij Petrasch      | 03:03    | Wladyslaw Boryssenko |
| 3     | Dmytro Ossypenko     | 03:03    | Wladyslaw Boryssenko |
| 4     | Oleksandr Kassjanow  | 31:31    | Serhij Petrasch      |
| 5     | Dmytro Ossypenko     | 31:31    | Serhij Petrasch      |
| 6     | Wladyslaw Boryssenko | 30:30    | Oleksandr Kassjanow  |

#### Gruppe G
| Platz | Spieler        | G | V | Frames |
| ----- | -------------- | - | - | ------ |
| 1     | Kyrylo Bajdala | 3 | 0 | 9:1    |
| 2     | Roman Blakyta  | 2 | 1 | 7:4    |
| 3     | Iwan Woloschyn | 1 | 2 | 3:7    |
| 4     | Nasar Politun  | 0 | 3 | 2:9    |

| Spiel | Spieler 1      | Ergebnis | Spieler 2      |
| ----- | -------------- | -------- | -------------- |
| 1     | Kyrylo Bajdala | 13:13    | Roman Blakyta  |
| 2     | Nasar Politun  | 31:31    | Iwan Woloschyn |
| 3     | Kyrylo Bajdala | 03:03    | Iwan Woloschyn |
| 4     | Roman Blakyta  | 13:13    | Nasar Politun  |
| 5     | Kyrylo Bajdala | 03:03    | Nasar Politun  |
| 6     | Iwan Woloschyn | 30:30    | Roman Blakyta  |

### Finalrunde
|  | Achtelfinale           | Achtelfinale |                        |                     | Viertelfinale       | Viertelfinale |  |  | Halbfinale | Halbfinale |  |  | Finale | Finale |
|  |                        |              |                        |                     |                     |               |  |  |            |            |  |  |        |        |
|  |                        |              |                        |                     |                     |               |  |  |            |            |  |  |        |        |
|  | Wladyslaw Wyschnewskyj | 4            |                        |                     |                     |               |  |  |            |            |  |  |        |        |
|  | Oleksandr Chomytsch    | 0            |                        |                     |                     |               |  |  |            |            |  |  |        |        |
|  | Oleksandr Chomytsch    | 0            | Wladyslaw Wyschnewskyj | 4                   |                     |               |  |  |            |            |  |  |        |        |
|  |                        |              | Wladyslaw Wyschnewskyj | 4                   |                     |               |  |  |            |            |  |  |        |        |
|  |                        |              |                        |                     | Mychajlo Larkow     | 3             |  |  |            |            |  |  |        |        |
|  | Mychajlo Larkow        | 4            |                        |                     | Mychajlo Larkow     | 3             |  |  |            |            |  |  |        |        |
|  | Mychajlo Larkow        | 4            |                        |                     |                     |               |  |  |            |            |  |  |        |        |
|  | Jurij Semko            | 1            |                        |                     |                     |               |  |  |            |            |  |  |        |        |
|  | Jurij Semko            | 1            | Wladyslaw Wyschnewskyj | 2                   |                     |               |  |  |            |            |  |  |        |        |
|  |                        |              | Wladyslaw Wyschnewskyj | 2                   |                     |               |  |  |            |            |  |  |        |        |
|  |                        |              |                        | Matwij Lahodsynskyj | 4                   |               |  |  |            |            |  |  |        |        |
|  | Kyrylo Bajdala         | 4            |                        | Matwij Lahodsynskyj | 4                   |               |  |  |            |            |  |  |        |        |
|  | Kyrylo Bajdala         | 4            |                        |                     |                     |               |  |  |            |            |  |  |        |        |
|  | Artem Surschykow       | 1            |                        |                     |                     |               |  |  |            |            |  |  |        |        |
|  | Artem Surschykow       | 1            | Kyrylo Bajdala         | 0                   |                     |               |  |  |            |            |  |  |        |        |
|  |                        |              | Kyrylo Bajdala         | 0                   |                     |               |  |  |            |            |  |  |        |        |
|  |                        |              |                        |                     | Matwij Lahodsynskyj | 4             |  |  |            |            |  |  |        |        |
|  | Andrij Schulha         | 2            |                        |                     | Matwij Lahodsynskyj | 4             |  |  |            |            |  |  |        |        |
|  | Andrij Schulha         | 2            |                        |                     |                     |               |  |  |            |            |  |  |        |        |
|  | Matwij Lahodsynskyj    | 4            |                        |                     |                     |               |  |  |            |            |  |  |        |        |
|  | Matwij Lahodsynskyj    | 4            | Matwij Lahodsynskyj    | 3                   |                     |               |  |  |            |            |  |  |        |        |
|  |                        |              | Matwij Lahodsynskyj    | 3                   |                     |               |  |  |            |            |  |  |        |        |
|  |                        |              |                        | Tang Li             | 5                   |               |  |  |            |            |  |  |        |        |
|  | Denys Chmelewskyj      | 4            |                        | Tang Li             | 5                   |               |  |  |            |            |  |  |        |        |
|  | Denys Chmelewskyj      | 4            |                        |                     |                     |               |  |  |            |            |  |  |        |        |
|  | Witalij Jazenko        | 0            |                        |                     |                     |               |  |  |            |            |  |  |        |        |
|  | Witalij Jazenko        | 0            | Denys Chmelewskyj      | 2                   |                     |               |  |  |            |            |  |  |        |        |
|  |                        |              | Denys Chmelewskyj      | 2                   |                     |               |  |  |            |            |  |  |        |        |
|  |                        |              |                        |                     | Tang Li             | 4             |  |  |            |            |  |  |        |        |
|  | Tang Li                | 4            |                        |                     | Tang Li             | 4             |  |  |            |            |  |  |        |        |
|  | Tang Li                | 4            |                        |                     |                     |               |  |  |            |            |  |  |        |        |
|  | Oleksandr Kassjanow    | 0            |                        |                     |                     |               |  |  |            |            |  |  |        |        |
|  | Oleksandr Kassjanow    | 0            | Tang Li                | 4                   |                     |               |  |  |            |            |  |  |        |        |
|  |                        |              | Tang Li                | 4                   |                     |               |  |  |            |            |  |  |        |        |
|  |                        |              |                        | Petro Sydorenko     | 2                   |               |  |  |            |            |  |  |        |        |
|  | Roman Blakyta          | 2            |                        | Petro Sydorenko     | 2                   |               |  |  |            |            |  |  |        |        |
|  | Roman Blakyta          | 2            |                        |                     |                     |               |  |  |            |            |  |  |        |        |
|  | Serhij Petrasch        | 4            |                        |                     |                     |               |  |  |            |            |  |  |        |        |
|  | Serhij Petrasch        | 4            | Serhij Petrasch        | 2                   |                     |               |  |  |            |            |  |  |        |        |
|  |                        |              | Serhij Petrasch        | 2                   |                     |               |  |  |            |            |  |  |        |        |
|  |                        |              |                        |                     | Petro Sydorenko     | 4             |  |  |            |            |  |  |        |        |
|  | Dmytro Ossypenko       | 0            |                        |                     | Petro Sydorenko     | 4             |  |  |            |            |  |  |        |        |
|  | Dmytro Ossypenko       | 0            |                        |                     |                     |               |  |  |            |            |  |  |        |        |
|  | Petro Sydorenko        | 4            |                        |                     |                     |               |  |  |            |            |  |  |        |        |

### Finale
| Finale: Best of 7 Frames BK Lider, Kiew, Ukraine, 31. Oktober 2023 |                |         |
| Matwij Lahodsynskyj                                                | 3:5            | Tang Li |
| 0:80, 73:63, 47:68, 59:47, 29:53, 46:61, 64:55, 20:73              |                |         |
| –                                                                  | Höchstes Break | –       |
| –                                                                  | Century-Breaks | –       |
| –                                                                  | 50+-Breaks     | –       |

## Damenturnier

### Modus
Die 16 Teilnehmerinnen traten zunächst im Doppel-K.-o.-System gegeneinander an. Ab dem Halbfinale wurde im K.-o.-System gespielt.

### Vorrunde

#### Hauptrunde
| Spiel | Spieler 1          | Ergebnis | Spieler 2                  |
| ----- | ------------------ | -------- | -------------------------- |
| 1     | Lilija Zarusch     | 02:02    | Anastassija Schaschyna     |
| 2     | Daryna Djatschenko | 02:02    | Weronika Myroschnytschenko |
| 3     | Daryna Schaschyna  | 02:02    | Ljudmyla Lipko             |
| 4     | Alina Koljok       | 20:20    | Jelysaweta Sawhorodnja     |

| Spiel | Spieler 1                | Ergebnis | Spieler 2         |
| ----- | ------------------------ | -------- | ----------------- |
| 5     | Oleksandra Mischtschenko | 20:20    | Daryna Tomenko    |
| 6     | Marija Dazenko           | 02:02    | Weronika Wjatkina |
| 7     | Daryna Kowaljowa         | 02:02    | Marija Kruk       |
| 8     | Mischel Ussatschenko     | 20:20    | Wira Lycholat     |

#### 1. Gewinnerrunde
8 Spielerinnen (Siegerinnen der Hauptrunde)
| Spiel | Spieler 1         | Ergebnis | Spieler 2              |
| ----- | ----------------- | -------- | ---------------------- |
| 9     | Lilija Zarusch    | 02:02    | Daryna Djatschenko     |
| 10    | Daryna Schaschyna | 02:02    | Jelysaweta Sawhorodnja |

| Spiel | Spieler 1        | Ergebnis | Spieler 2      |
| ----- | ---------------- | -------- | -------------- |
| 11    | Daryna Tomenko   | 20:20    | Marija Dazenko |
| 12    | Daryna Kowaljowa | 20:20    | Wira Lycholat  |

#### 2. Gewinnerrunde
4 Spielerinnen (Siegerinnen der 1. Gewinnerrunde)
| Spiel | Spieler 1      | Ergebnis | Spieler 2         |
| ----- | -------------- | -------- | ----------------- |
| 21    | Lilija Zarusch | 02:02    | Daryna Schaschyna |

| Spiel | Spieler 1      | Ergebnis | Spieler 2     |
| ----- | -------------- | -------- | ------------- |
| 22    | Marija Dazenko | 20:20    | Wira Lycholat |

#### 1. Verliererrunde
8 Spielerinnen (Verliererinnen der Hauptrunde)
| Spiel | Spieler 1              | Ergebnis | Spieler 2                  |
| ----- | ---------------------- | -------- | -------------------------- |
| 13    | Anastassija Schaschyna | 02:02    | Weronika Myroschnytschenko |
| 14    | Ljudmyla Lipko         | 02:02    | Alina Koljok               |

| Spiel | Spieler 1                | Ergebnis | Spieler 2            |
| ----- | ------------------------ | -------- | -------------------- |
| 15    | Oleksandra Mischtschenko | 20:20    | Weronika Wjatkina    |
| 16    | Marija Kruk              | 02:02    | Mischel Ussatschenko |

#### 2. Verliererrunde
8 Spielerinnen (Siegerinnen der 1. Verliererrunde gegen Verliererinnen der 1. Gewinnerrunde)
| Spiel | Spieler 1              | Ergebnis | Spieler 2        |
| ----- | ---------------------- | -------- | ---------------- |
| 17    | Anastassija Schaschyna | 21:21    | Daryna Kowaljowa |
| 18    | Ljudmyla Lipko         | 02:02    | Daryna Tomenko   |

| Spiel | Spieler 1         | Ergebnis | Spieler 2              |
| ----- | ----------------- | -------- | ---------------------- |
| 19    | Weronika Wjatkina | 02:02    | Jelysaweta Sawhorodnja |
| 20    | Marija Kruk       | 21:21    | Daryna Djatschenko     |

#### 3. Verliererrunde
4 Spielerinnen (Siegerinnen der 2. Verliererrunde)
| Spiel | Spieler 1        | Ergebnis | Spieler 2      |
| ----- | ---------------- | -------- | -------------- |
| 23    | Daryna Kowaljowa | 12:12    | Ljudmyla Lipko |

| Spiel | Spieler 1         | Ergebnis | Spieler 2          |
| ----- | ----------------- | -------- | ------------------ |
| 24    | Weronika Wjatkina | 21:21    | Daryna Djatschenko |

#### 4. Verliererrunde
4 Spielerinnen (Siegerinnen der 3. Verliererrunde gegen Verliererinnen der 2. Gewinnerrunde)
| Spiel | Spieler 1        | Ergebnis | Spieler 2         |
| ----- | ---------------- | -------- | ----------------- |
| 25    | Daryna Kowaljowa | 21:21    | Daryna Schaschyna |

| Spiel | Spieler 1          | Ergebnis | Spieler 2      |
| ----- | ------------------ | -------- | -------------- |
| 26    | Daryna Djatschenko | 12:12    | Marija Dazenko |

### Finalrunde
|  | Halbfinale         | Halbfinale |                |               | Finale | Finale |
|  |                    |            |                |               |        |        |
|  |                    |            |                |               |        |        |
|  | Lilija Zarusch     | 3          |                |               |        |        |
|  | Daryna Djatschenko | 0          |                |               |        |        |
|  |                    |            | Lilija Zarusch | 1             |        |        |
|  |                    |            |                | Wira Lycholat | 3      |        |
|  | Wira Lycholat      | 3          |                |               |        |        |
|  | Daryna Schaschyna  | 1          |                |               |        |        |
|  |                    |            |                |               |        |        |

### Finale
| Finale: Best of 5 Frames BK Beatok, Kropywnyzkyj, Ukraine, 29. Oktober 2023 |                |               |
| Lilija Zarusch                                                              | 1:3            | Wira Lycholat |
| –                                                                           | Höchstes Break | –             |
| –                                                                           | Century-Breaks | –             |
| –                                                                           | 50+-Breaks     | –             |